# Лямбда-точка
Лямбда-точка — температура (около 2,17 K), ниже которой жидкий гелий (гелий I) переходит в состояние сверхтекучести (гелий II).
Если быть более точным, существуют нижняя лямбда-точка (при 2,172 K и 0,0497 атм) и верхняя лямбда-точка (при 1,76 K и 29,8 атм).
Название происходит от специфического очертания графика удельной теплоёмкости как функции температуры (при постоянном давлении), напоминающее букву греческого алфавита λ. Удельная теплоёмкость имеет ярко выраженный пик по мере приближения температуры к лямбда-точке.
Ранние экспериментальные исследования теплоемкости привели к гипотезе, что она имеет логарифмическую особенность в лямбда-точке, и в частности стремится там в бесконечность. Более точные эксперименты опровергли эту гипотезу, которую ещё можно встретить в университетских учебниках. В настоящее время надежно установлено, что поведение теплоемкости вблизи лямбда-точки описывается формулой {\displaystyle C\approx A_{\pm }t^{-\alpha }+B_{\pm }}, где {\displaystyle t=|1-T/T_{c}|} есть приведенная температура, {\displaystyle T_{c}} температура лямбда-точки, {\displaystyle A_{\pm },B_{\pm }} константы принимающие различные значения выше и ниже точки перехода, а {\displaystyle \alpha \approx -0.01} критический индекс. Так как этот индекс имеет отрицательное значение для перехода в сверхтекучее состояние, теплоемкость в лямбда-точке имеет конечные (хотя и большие) пределы при приближении с низких и высоких температур .